# 祖国の叫び
『祖国の叫び』（そこくのさけび、Glorious Betsy）は、1928年の音声付きの部分を含むサイレント映画。リダ・ジョンソン・ヤング (Rida Johnson Young) の同名の戯曲を原作としており、ドロレス・コステロが主演した。この作品は、ワーナー・ブラザースが制作し、1929年の第1回アカデミー賞のアカデミー脚色賞にノミネートされたが受賞はできなかった。監督はアラン・クロスランドで、撮影はハル・モーア (Hal Mohr) であった。この作品はヴァイタフォン方式で制作され、音声を収めたトラックのない無声のプリントはアメリカ議会図書館に残されているが、同館の所蔵する音声版も音声の一部は失われており、失われた部分が何らかの形で別のどこかに残っているか否かは分かっていない。
映画の脚本は、アンソニー・コールドウェイ (Anthony Coldeway) と、タイトル・カードとしてクレジットされたジャック・ジャームス (Jack Jarmuth) が担当したが、アカデミー賞にノミネートされたのはコールドウェイだけであった。
1936年に『Hearts Divided』としてフランク・ボーゼイギ監督、マリオン・デイヴィス主演で再映画化されている。

## あらすじ
この映画は、史実に潤色を加えた形で、ナポレオン・ボナパルトの弟ジェローム・ボナパルトと、アメリカ合衆国南部出身の妻エリザベス・パターソンとのなれそめ、結婚、そして強要された離婚の経緯を描いたものである。エリザベスの実家はアメリカ有数の富豪であったが、ナポレオンは2人の結婚を許さず、結婚は解消されるに至った。その後、ジェロームはカタリーナ・フォン・ヴュルテンベルクとの結婚を強いられた。映画の中では、ジェロームとエリザベスの間にはひとり息子ジェローム・ナポレオン・ボナパルト (Jérôme-Napoléon Bonaparte) が生まれる。ハッピー・エンドを演出するため、映画では、ジェロームは妻エリザベスとともにフランスを去る。しかし実際には、ジェロームはその後、ヨーロッパに留まった。

## キャスト
- ドロレス・コステロ - ベッツィ・パターソン (Betsy Patterson)
- コンラッド・ネイジェル (Conrad Nagel) - ジェローム・ボナパルト
- ジョン・ミルジャン - プレストン (Preston)
- マーク・マクダーモット (Marc McDermott) - カーネル・パターソン
- パスクアーレ・アマート (Pasquale Amato) - ナポレオン・ボナパルト
- マイケル・ヴァヴィッチ (Michael Vavitch) - サン＝ピエール大尉 (Capt. St. Pierre)
- アンドレス・デ・セグローラ (Andres de Segurola - ドゥ・フレスネ大尉 (Capt. Du Fresne)
- ポール・パンザー (Paul Panzer) - 船長
- クラリッサ・セルウィン (Clarissa Selwynne) - おばメアリ
- ベティ・ブライス (Betty Blythe) - フレデリッカ王女 (Princess Fredericka)